# Le Livre d'or de la science-fiction : Ursula Le Guin
Le Livre d'or de la science-fiction : Ursula Le Guin est une anthologie de onze nouvelles de science-fiction, toutes écrites par Ursula K. Le Guin et rassemblées par Gérard Klein. Quatre nouvelles de cette anthologie s'intègrent au Cycle de l'Ékumen.
L'anthologie fait partie de la série Le Livre d'or de la science-fiction, consacrée à de nombreux écrivains célèbres ayant écrit des œuvres de science-fiction.
Elle ne correspond pas à un recueil qui serait déjà paru aux États-Unis ; il s'agit d'un recueil inédit de nouvelles, édité pour le public francophone, et notamment les lecteurs français.
L'anthologie a été publiée en 1978 aux éditions Presses Pocket, collection Science-fiction, no 5012  (ISBN 2-266-00490-5). L'image de couverture a été réalisée par Christian Broutin; elle montre une femme chevauchant une sorte de félin ailé.
L'anthologie a été rééditée sous le titre de l'Étoiles des profondeurs en 1991 aux éditions Presses Pocket, collection  Le Grand Temple de la S-F no 5012  (ISBN 2-266-04519-9) avec une nouvelle couverture de Jean-Yves Kervévan.

## Préface
La préface est de Gérard Klein. Elle est lisible en ligne ici.

## Liste et résumés des nouvelles

### Le Collier de Semlé
- Titre original : Semley’s Necklace.
- Publication : Amazing Stories en septembre 1964.
- Situation dans l'anthologie : pages 31 à 64.
- Remarque : cette nouvelle intègre le cycle de l'Ékumen.

### Avril à Paris
- Titre original : April in Paris
- Publication : Fantastic Stories of Imagination en septembre 1962
- Situation dans l'anthologie : pages 67 à 87
- Résumé :
- Liens externes :
  - « Fiche » sur le site NooSFere
  - (en) Liste des publications sur ISFDB

### La Règle des noms
- Titre original : The Rule of Names
- Publication :  Fantastic Stories of Imagination en avril 1964
- Situation dans l'anthologie : pages 91 à 108
- Résumé :
- Liens externes :
  - « Fiche » sur le site NooSFere
  - (en) Liste des publications sur ISFDB

### Le Roi de Nivôse
- Titre original : Winter's King
- Publication : Orbit 5 en septembre 1969
- Situation dans l'anthologie : pages 111 à 145
- Remarque : cette nouvelle fait partie du Cycle de l'Ékumen. L'histoire se situe sur la même planète que dans le roman La Main gauche de la nuit.

### Neuf vies
- Titre original : Nine Lives.
- Publication : Playboy en novembre 1969.
- Situation dans l'anthologie : pages 149 à 193.

### Plus vaste qu'un empire
- Titre original : Vaster Than Empires and More Slow
- Publication : dans l'anthologie New Dimensions 1: Fourteen Original Science Fiction Stories en 1971
- Situation dans l'anthologie : pages 197 à 148
- Remarque : cette nouvelle fait partie du Cycle de l'Ékumen.
- Résumé :
- Liens externes :
  - « Fiche » sur le site NooSFere
  - (en) Liste des publications sur ISFDB

### Étoiles des profondeurs
- Titre original : The Stars Below
- Publication : Orbit 14 en avril 1974
- Situation dans l'anthologie : pages 251 à 281
- Résumé :
- Liens externes :
  - « Fiche » sur le site NooSFere
  - (en) Liste des publications sur ISFDB

### Champ de vision
- Titre original : Field of Vision
- Publication : Galaxy en octobre 1973
- Situation dans l'anthologie : pages 285 à 317
- Résumé :
- Liens externes :
  - « Fiche » sur le site NooSFere
  - (en) Liste des publications sur ISFDB

### Le Chêne et la mort
- Titre original : Direction of the Road
- Publication : Orbit 12 en juillet 1973
- Situation dans l'anthologie : pages 321 à 331
- Résumé :
- Liens externes :
  - « Fiche » sur le site NooSFere
  - (en) Liste des publications sur ISFDB

### À la veille de la Révolution
- Titre original : The Day Before the Revolution
- Publication : Galaxy en aout 1974
- Situation dans l'anthologie : pages 335 à 360
- Remarque : cette nouvelle intègre le cycle d'Ékumen. Elle se situe dans l'univers du roman Les Dépossédés.
- Résumé : Fondatrice mythique de la société d'Anarres, Odo s'incarne ici dans la peau d'une vieille femme à la fin de sa vie, confrontée à sa propre déchéance alors que ses idées sont sur le point de triompher.
- Liens externes :
  - « Fiche » sur le site NooSFere
  - (en) Liste des publications sur ISFDB

### Ceux qui partent d'Omelas
- Titre original : The Ones Who Walk Away from Omelas
- Publication : dans l'anthologie New Dimensions 3 en octobre 1973
- Situation dans l'anthologie : pages 363 à 373
- Résumé :
- Liens externes :
  - « Fiche » sur le site NooSFere
  - (en) Liste des publications sur ISFDB